# 尼瓦克莱语
尼瓦克莱语是一种马塔科-加高老语系语言，分布在巴拉圭阿耶斯总统省、博克龙省和阿根廷萨尔塔省，由尼瓦克莱族使用。其他名称有Chulupí、Ashluslay、Ashluslé、Suhin、Sujín、Chunupí、Churupí、Choropí等等。
尼瓦克莱语在音系和形态上都很复杂。这些特征大都蕴含于通过丰富的形态和附词构筑的语义结构中。因此，尼瓦克莱语有数个鲜见于其他语言、甚至独一无二的语言学特征。

## 音系
有21个辅音和6个元音，包括声门化（挤喉）塞音和塞擦音，以及一个独特音素/k͡l/。
|        | 前 | 后 |
| ------ | -- | -- |
| 闭     | i  | u  |
| 半闭   | e  | o  |
| 开元音 | a  | ɑ  |

|        | 唇音   | 唇音 | 齿龈音 | 齿龈音 | 龈后音 | 龈后音 | 硬颚音 | 软腭音 | 软腭音 | 声门音 |
| 模式   | 挤喉音 | 模式 | 挤喉音 | 模式   | 挤喉音 | 模式   | 硬颚音 | 挤喉音 |        | 声门音 |
| ------ | ------ | ---- | ------ | ------ | ------ | ------ | ------ | ------ | ------ | ------ |
| 塞音   | p      | pʼ   | t      | tʼ     |        |        |        | k      | kʼ     | ʔ      |
| 擦音   | ɸ      |      | s      |        | ʃ      |        |        | x      |        |        |
| 塞擦音 |        |      | t͡s     | t͡sʼ    | t͡ʃ     | t͡ʃʼ    |        |        |        |        |
| 鼻音   | m      |      | n      |        |        |        |        |        |        |        |
| 近音   |        |      | ɫ̥      |        |        |        | j      | w      |        |        |
| 塞边音 |        |      | k͡l     |        |        |        |        |        |        |        |

即便是在同一音节内，复辅音/t/+/ʃ/（写作tsh）也与龈后塞擦音/t͡ʃ/（写作ch）对立；同理，复辅音/t/+/s/与齿龈塞擦音/ts/对立，这种对立发生在语素内部和跨语素组合中–这在世界语言中非常罕见。

## 形态

### 语序
基础的语序是主动宾语序（SVO），或AVO（A=施事，V=动词，O=受事），较不中立语境下也可以有其他语序。其他基本语序有GN（属格+名词）、NA（名词-形容词）和NP-Rel（名词短语+关系从句）。它的介词很少；与其他语言的介词作用相近的丰富后缀和附词多数时候加到动词上；它还有些关系名词（起介词作用的领属名词结构）。NA、GN和NP-Rel语序的同现对于SVO语序语言来说鲜见。尽管这门语言缺乏介词，但SVO语言也倾向于是介词-名词语序。

### 名词
尼瓦克莱语主要的语法类别（词性、词类等）有名词、代词、指示代词、形容词、副词和动词。这些类别和欧洲、亚洲语言的相同称呼的语法类别有显著句法与形态差异。这种语言常见附词。
名词有阴阳性之分，对部分指人和特定动物的名词由语义区分，但对于其他大多数名词而言是任意的。这些名词自身一般没有明显的分性依据。名词的性一般以附加于名词、与名词性一致的指示词体现。而且复数标记的形式也取决于名词的性。有好几种不同的复数标记，是个很复杂的系统。
指示词系统同样复杂，许多指示代词的区分基于少数语义特征，比如所指是否可见、说话者曾否亲身经历、是否是道听途说、是否是长久状态。如上述，指示代词这些对立的语义特征暗示“时”。例如，假如所指可见，那么就暗示是现在时；如果更早时经历过且目前不可见，那么就是过去时。
证据性也从指示词的语义特征中推断出。例如，如果说话者用了“可见”指示词，这暗示说话人为所指示事件的真实性担保，因为是说话者经历过的事。假如所用指示词暗示“道听途说”，那么说话者并不能肯定所说的真实性，是从他人那里听来的，而不是个人经验。来自指示词的证据性会与其他语段的证据性标记互动，一个词表示未亲身经历，两个词就能表达对话语的怀疑和不确定。这可以拓展至多从句表达，可以将引导次级从句的连词间、与主语一致的标记间进行对照，对照的结果是有些从句被分析为真实事件（已知发生过的事件或必将发生的事件），另一些则被分析为虚拟事件（假设或存疑的未发生事件）。

### 动词
尼瓦克莱语动词非常复杂，可以加很多词缀和附词。不过动词上没有直接语法标记，也没有时或体。时态通过指示词带有时间的语义暗示表达。尼瓦克莱语因此成为了世界上少数几个有“名词时”却没有动词时标记的语言。
动词排列顺序是动作动词+状态动词。有两套代词性动词词缀，其中一个暗示未亲身经历的动作动词的宾语，无论及物与否，另一个则指代及物动词宾语或不及物状态动词（指状态而不指动作或事件）主语。直陈、否定和虚拟语气的动词有与人称代词宾语分别一致的不同形态标记。次级从句动词形态标记之间也有区分。
尼瓦克莱语区分第一人称复数包含式（“我们（包括“我”）”）和排除式（“我们（不包括“我”）”），不仅代词区分，所有格和动词也区分。
尼瓦克莱语方向性词缀和附词系统发达，多数时候标在动词上。如上述，尼瓦克莱语整体上缺乏介词，因此其他语言中由介词实现的功能就由方向性词缀和附词担当。还有区分领属驯养动物和领属被猎动物的属格名词分类。例如，字面上无法直译“我的马”却可以说“我的-驯养动物分类 马”。